# Степановка (Баштанский район)
Степановка (укр. Степанівка) — село в Баштанском районе Николаевской области Украины.
Население по переписи 2001 года составляло 4 человека. Почтовый индекс — 56170. Телефонный код — 5158.

## Местный совет
56170, Николаевская обл., Баштанский р-н, с. Ингулка, ул. Майская, 41